# Chrisann Gordon

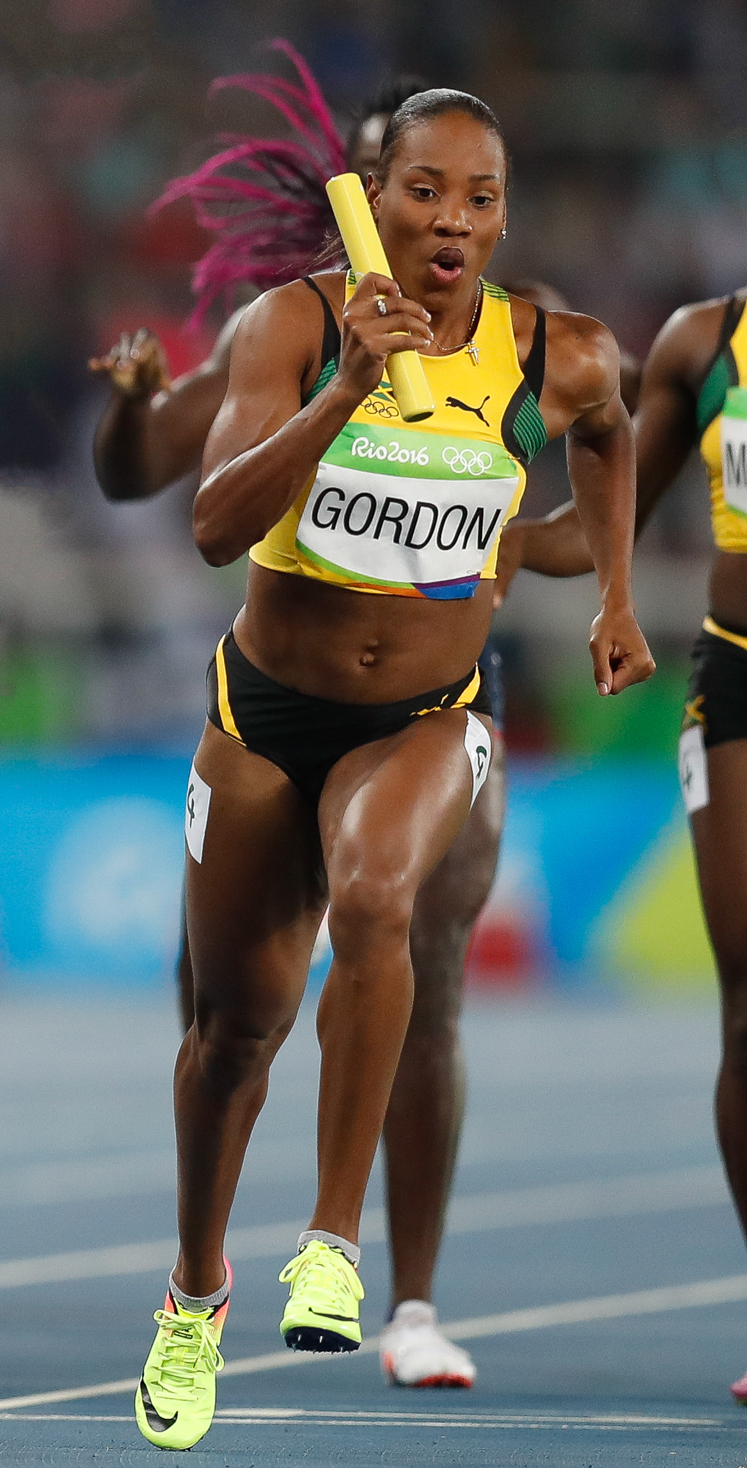
Chrisann Gordon

Chrisann Gordon, född 18 september 1994, är en jamaicansk friidrottare. Gordon ingick i det jamaicanska lag som tog VM-guld 2015 på 4 x 400 meter, hon deltog dock endast i försöksheatet.